# ローファー

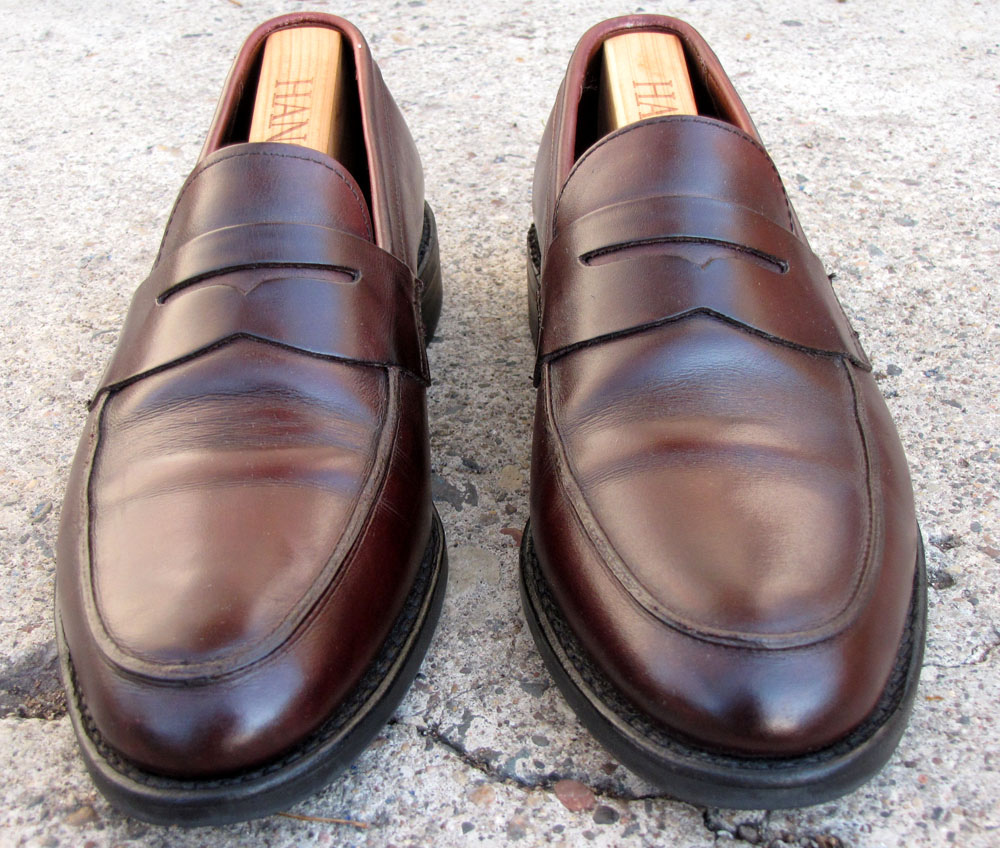
ペニーローファー

ローファー（英: penny loafers）は、革靴の一種。別名ノーウィージャン・フィッシャーマンズ・シューズ。靴ひもを結ぶ必要のない靴（スリッポン、slip-on）の一種。

## 概要
靴ひもを結ぶ必要のない靴（スリッポン、slip-on）で、気楽に脱いだり履いたりできる。主に革で作られることが多い。紐がなく革の弾力を利用して足にフィットさせる構造から、一般的には小さめのサイズを選んで履き慣らし、厚手の靴下と合わせてフィットするサイズを選ぶ人が多数である。
ローファーはアメリカで男性用靴として進歩した歴史があり、アメリカントラッドの定番であるが、現在はイギリス、フランス、イタリア各国で独自の魅力を持ったローファーが作成されている。また、黒や濃茶のカーフやコードバンが定番とされているが、リザードやオーストリッチなどエキゾチックレザーを使用してドレッシーなデザイン、またグローブレザーやオイルドレザーなどを使用してワーク・アウトドアなデザインなど様々である。また、履きやすさと高いデザイン性のため、男性だけではなく女性にも愛されている。

## 歴史
最初のローファーは1926年にロンドンのオーダーメードシューズ店として名高いワイルドスミス（Wildsmith）において王室や上流階級へカントリー調の室内靴として作成された（異説あり。注参照）。ワイルドスミスの靴職人Raymond Lewis Wildsmith(初代Wildsmith夫妻の孫)はジョージ4世へ狩猟中の休憩時に使用する室内靴としてカジュアルなスリッポンを作成した。その後、この靴は幾つかのモデルチェンジを行い、最終的に「ワイルドスミスローファー（Wildsmith Loafer） 」と呼ばれるようになった。その後、ロンドンの別の靴店でも同様な靴が「ハローウ（Harrow）」と呼ばれ扱われていた。
もうひとつのルーツとして、ノルウェーの靴職人Nils Gregoriusson Tveranger(1874～1953)がこのデザインの靴を作成している。Tveranger は13歳で北アメリカを訪れ、そこでアメリカの靴作りの手法を学んだ。その後、20歳にノルウェーに帰国し、1930年頃に「Aurland moccasin」と呼ばれる靴を作成した。（後に「Aurland shoe」と呼ばれる。）
その靴はアメリカ先住民のモカシン靴よりむしろ、ノルウェーのオーランド地方の伝統的なモカシン風の靴をベースに作られていた。
この靴はヨーロッパ中に輸出され、当時のヨーロッパ に滞在していたアメリカ人にも注目された。当時のアメリカの男性ファッション誌、Esquireではノルウェーの農夫の搾乳場前の牛の待機場所（loafing area）での作業靴として紹介された。その後、1930年初頭にアメリカニューハンプシャー州の革工場スポルティング（Spaulding family）がこの靴をベースにデザインされた靴をローファー （Loafer）と名づけ販売した。動詞「loaf」（なまける、浮浪する）の語源について、英英辞典では「靴のローファー（lofer）を語源としてつくられたものではないか」と説明するが、一方で牛の待機場 「loaf」に由来するという説もある。
その後、1934年（BASS社公式HPでは、1936年）アメリカ・メイン州の靴屋ジョン・R・バス（John R. Bass）が、ノルウェーのスリッパータイプのモカシンを元に「ウィージャンズ（Weejuns）（ノーウェイジャンズ＝ノルウェー人からとった）」と名づけたローファーを作成し、大流行した。Weejunsはサドル部分にダイアモンドの切れ込みを持つ、最初のペニーローファー/ コインローファーである。
ペニーローファーの呼び名には諸説あり、ひとつは1950年代のアメリカの学生が1セント硬貨（ペニー）をWeejunsの切れ込みに差し込み、ファッションの主張として取り入れたことが始まりという説、また1930年代には2セントで電話がかけられたため、緊急時用にそれぞれの靴のスリットに忍ばせたという説がある。
当初ローファーはアメリカでは夏の室内靴として使用されていたが、その後、急速に浸透し、アメリカ男性のワードローブにおいて、とくにアイビー・ルックの重要なアイテムとして認識されるようになっていった。

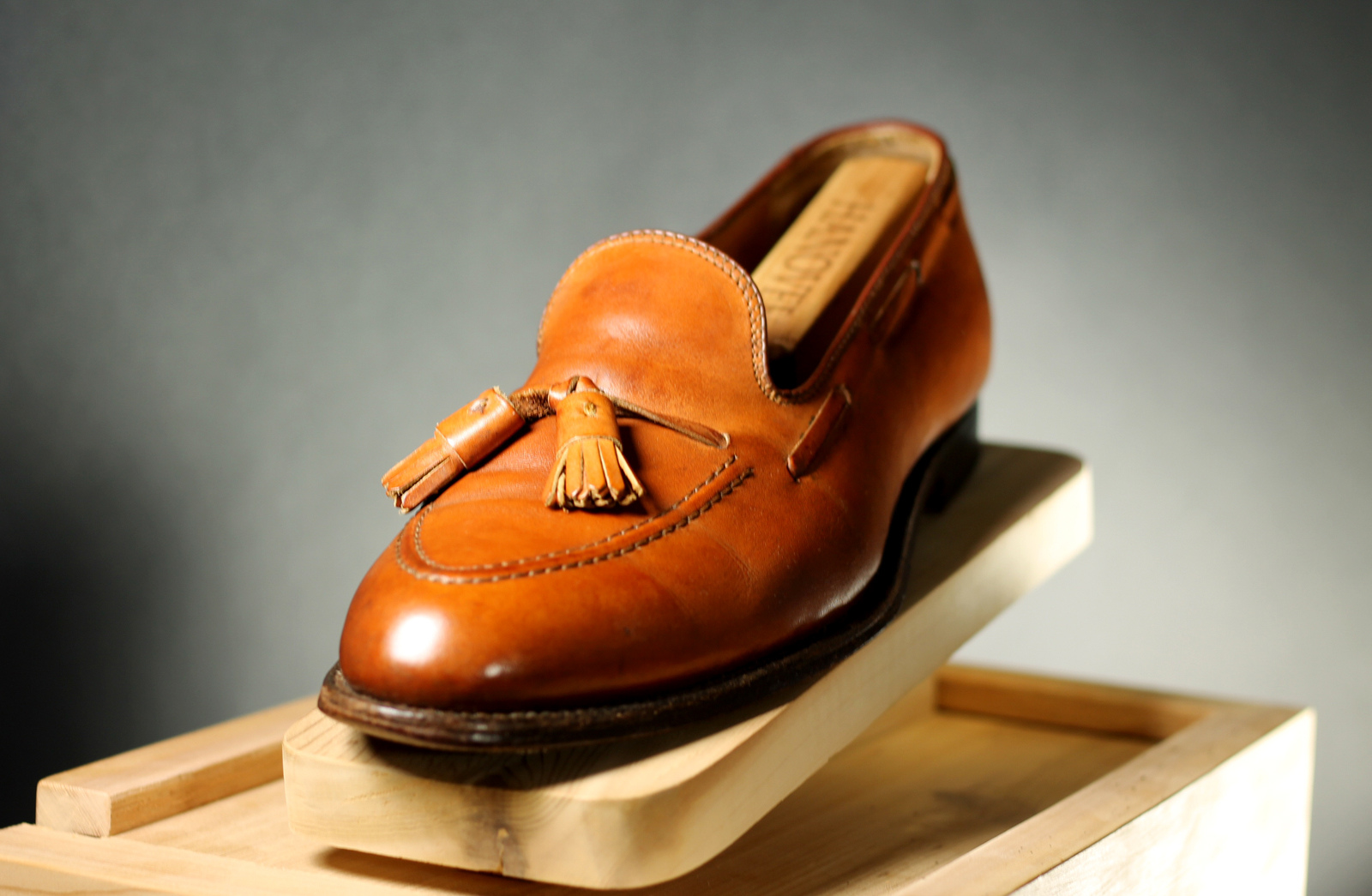
オールデンタッセルローファー

ローファーのもうひとつのスタイルとして、タッセルローファーが挙げられる。タッセルローファーは1948年にAlden Shoe Company により作成された。起源はハリウッド俳優の Paul Lukas がイギリスで手に入れた靴紐に房飾り（タッセル）がついた靴をよりシンプルなデザインにできないかと、アメリカ帰国後にニューヨークとロサンジェルスの別の靴メーカーにそれぞれの靴を預け依頼した。しかし、何れのメーカーもAldenに靴の作成を依頼したため、Aldenがタッセルローファー（靴紐を廃し、房飾りをもつスリップオン）を初めて作成し、Paul Lukasはタッセルローファーの初めての所有者となった。このタッセルローファーは1950年代のアメリカ東海岸で、学生時代をローファーで過ごしたビジネスマンや弁護士が、紐靴のようにフォーマルで、ローファーのように軽快であるタッセルローファーを愛用した。そのため、弁護士の靴と呼ばれることもある。
1950年代から1960年代にかけて、アメリカではヨーロッパの影響からローファーがカジュアルな靴からスーツに合わせるようなより洗練されたデザインになっていった。（ただし、フォーマルなスーツにローファーを合わせるのはアメリカのみである。）
1966年にイタリアの服飾ブランドGucciは金属の小勒（馬のハミの一種）をサドル部分にデザインしたローファーを発売した。ビットローファーと呼ばれるこのデザインのローファーは、スーツスタイルでもカジュアルスタイルでも利用できることから1970年代から1980年代にかけてアメリカのビジネスマンに愛され、ウォールストリートのユニフォームと呼ばれるほどであった。
日本では1960年代に流行したアイビースタイルの定番靴としてローファーが愛用され、その後もトラディショナルなファッションとして定着した。また日本では日常生活で靴を脱いだり履いたりするシーンが多く、脱ぎ履きが容易なローファーがビジネスマンにも愛されている。また、日本ではアイビーを基本とするブレザースタイルの学生服では靴にはローファーを合わせる場合が多いため、学生用の靴としても広く認知されると同時に、女子校生の靴としての認知度も高い。

## ローファーの種類

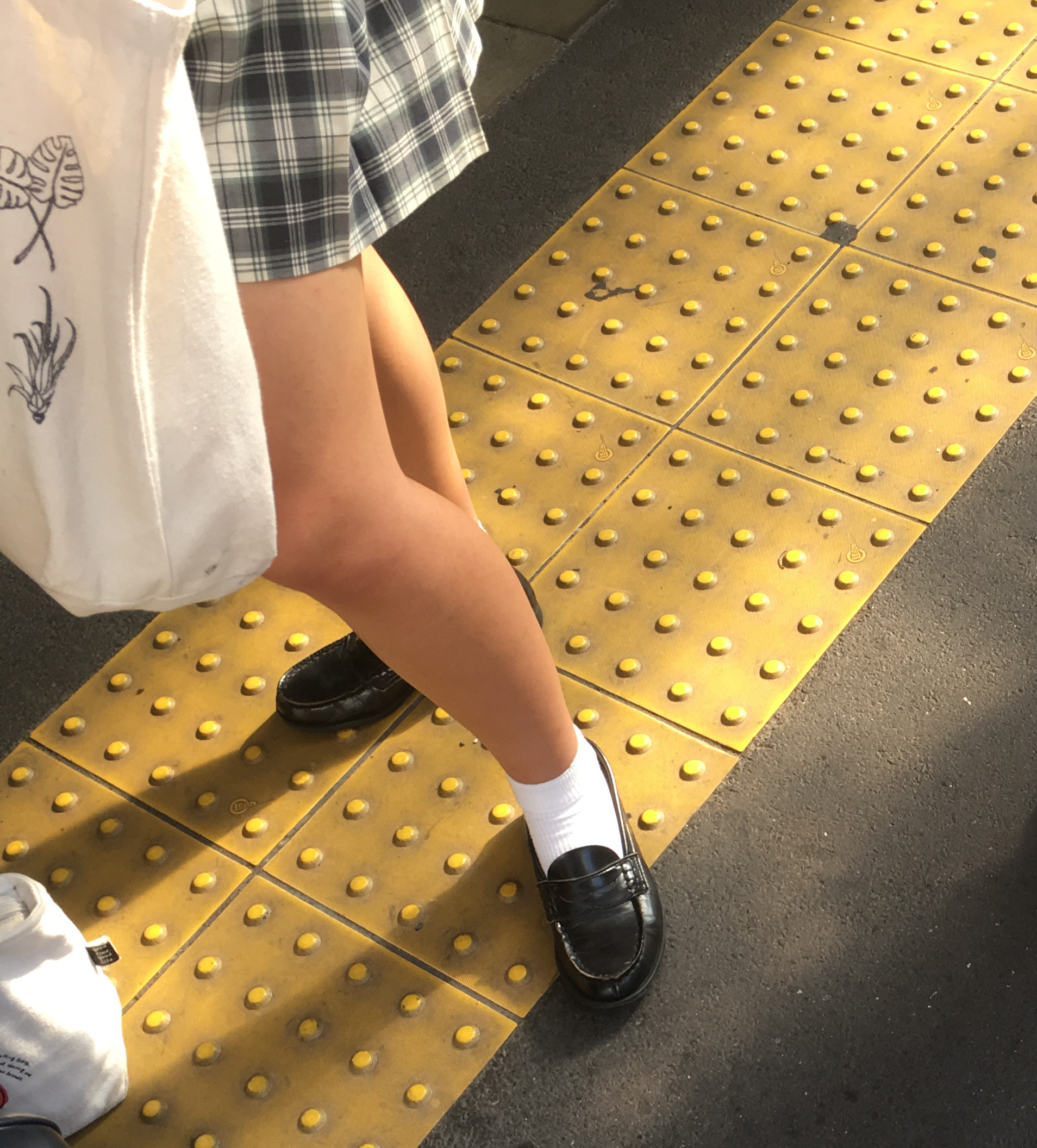
ハーフサドルでビーフロールがあるペニーローファー

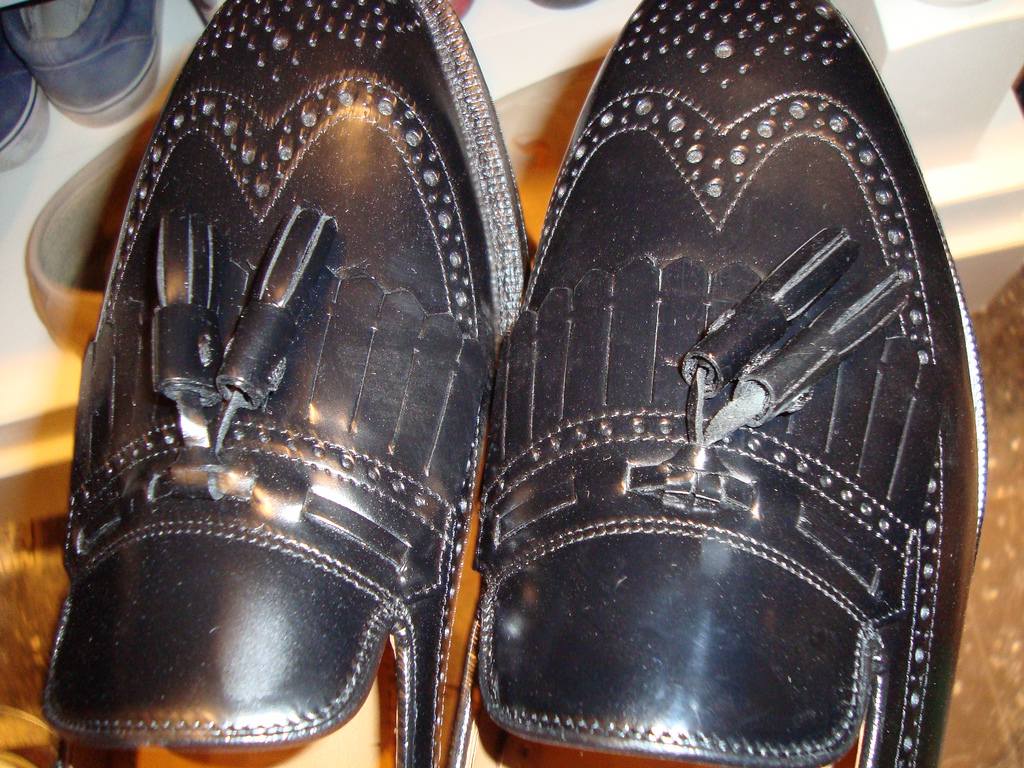
タッセルとブローグがあるローファー

ペニー・ローファー（コイン・ローファー）
甲の部分に1セント硬貨であるペニー（penny）を挟んだりすることから、「ペニー・ローファー」「コイン・ローファー」等と呼ばれることもある。「アイビールック」の典型的アイテム。サドルが短いのを「ハーフサドル」、長いのを「フルサドル」と言う。
ビーフロール・ローファー
ペニー・ローファーのサドルのベルトをモカシン編みの部分に大きく巻きつけて縫い上げたデザインを「ビーフロール」と呼び、このデザインを持つペニー・ローファーを「ビーフロール・ローファー」と呼ぶ場合がある。また、踵に「スキー・モック」と呼ばれるステッチが入っているものが多い。これらステッチはローファーの強度を増すためであり、アメリカメイン州のSebago-Moc社が最初に取り入れたと言われている。日本で一般的に知られているローファーはこのタイプであり、リーガル社やハルタ社が有名である。
タッセル・ローファー（tasseled loafer）
房がついた靴でアメリカでは弁護士の象徴とされている。現在のスタイルのタッセル・ローファーはAlden社が作成した。
キルトローファー
サドルがキルトでできたローファー。ペニーローファーと組み合わせたものも多い。通常のサドルとサドルがベルトになったものが存在する。組み合わせたものはコインキルトローファーと呼ぶ。
ビット・ローファー
馬具の形をもした金具が付いている物は「ビット・ローファー」と呼ぶ。このデザインはイタリアのグッチが最初に取り入れた。
ヴァンプ・ローファー（コヴラ・ヴァンプ）
飾りのないローファーは「ヴァンプ・ローファー」と呼ぶ。甲にうねりがあるものは「コヴラ・ヴァンプ」と呼ぶ。通常のペニーローファーよりサドルにベルトがない分シンプルだが、うねりのある大胆なモカシン縫いがされている靴が多く、よりワイルドな印象を与える。アイビー・ルックで用いられ、アメリカ・シカゴのフローシャイム社製が特に有名。ヴァンプローファー／コヴラヴァンプは日本特有の呼び名で、海外ではヴェネシアン（Venetian）と呼ばれる場合が多い。
エラスティックシューズ
紐靴風の靴の履き口にゴム（エラスティック）を施し、脱ぎ履きしやすいよう作られた靴。履き口の横側にゴムがついた靴をサイドエラスティックシューズ（elastic sided shoe）、真ん中にゴムがついた靴をセンターエラスティックシューズ（elastic on instep shoe）と呼ぶ。真ん中にゴムが着いているので甲高の人にはサイドエラスティックシューズより履き心地が良いこともある。

## 一覧

タッセル・ローファー
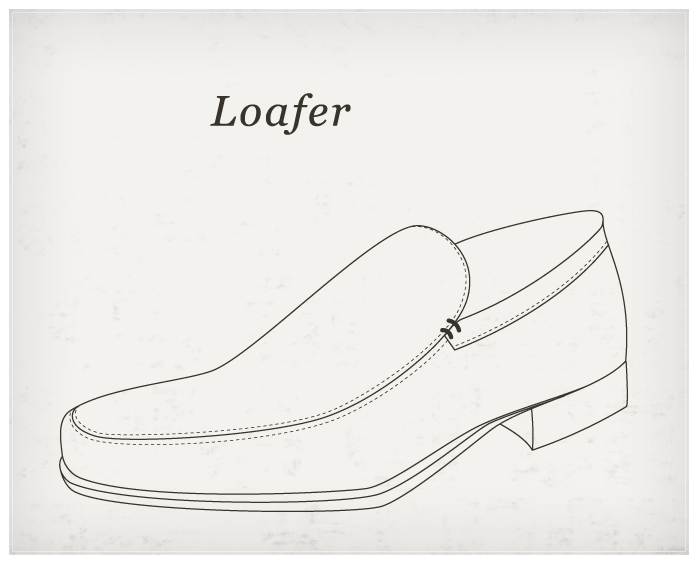
ヴァンプローファー
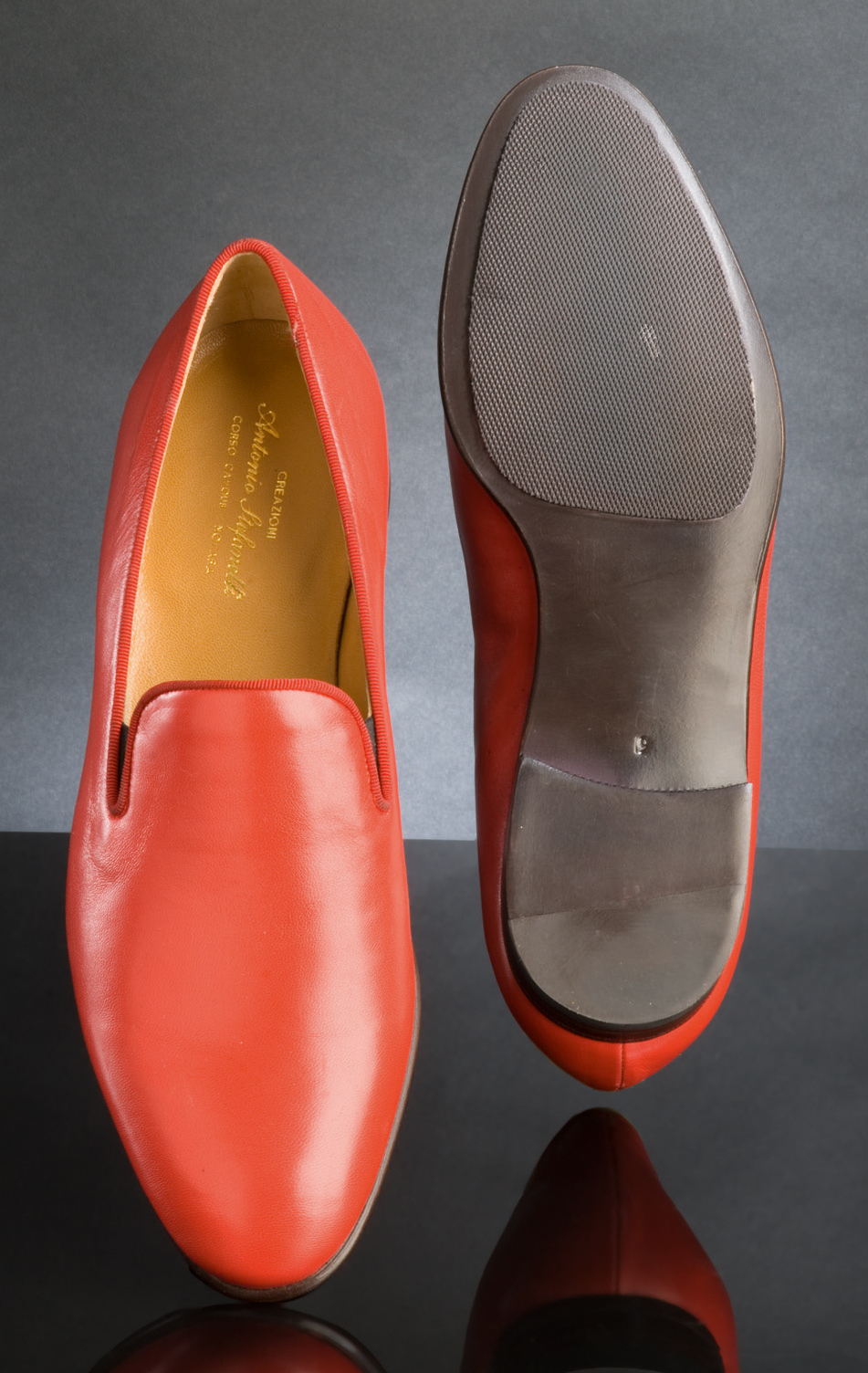
ヴァンプローファー
ビットローファー